# Fritz Pirkl
Fritz Pirkl (ur. 13 sierpnia 1925 w Sulzbach-Rosenberg, zm. 19 sierpnia 1993 w Marquartstein) – niemiecki polityk, psycholog i samorządowiec, długoletni bawarski minister pracy i spraw społecznych, poseł do Parlamentu Europejskiego II i III kadencji.

## Życiorys
Po maturze z 1943 był żołnierzem Wehrmachtu. Po II wojnie światowej studiował psychologię i ekonomię na uniwersytetach w Würzburgu i Erlangen. Uzyskał dyplom z psychologii, obronił następnie doktorat. W latach 1952–1954 pracował jako konsultant w zakresie psychologii, następnie do 1964 w Federalnej Agencji Pracy.
Od 1945 był aktywnym działaczem organizacji katolickich. W 1949 dołączył do bawarskiej Unii Chrześcijańsko-Społecznej (CSU) i chadeckiej młodzieżówki Junge Union. Był wiceprzewodniczącym, a w latach 1957–1961 przewodniczącym JU w Bawarii. Od 1961 do 1965 pełnił funkcję wiceprzewodniczącego federalnej struktury tej organizacji. Od 1952 do 1959 zasiadał w radzie miejskiej Norymbergi. W 1958 pierwszy raz uzyskał mandat posła do bawarskiego landtagu. Z powodzeniem ubiegał się o reelekcję w kolejnych wyborach krajowych do 1984 włącznie. W 1967 zorganizował partyjną Fundację Hansa Seidela, którą kierował nieprzerwanie do czasu swojej śmierci. Od 1969 do 1989 przewodniczył również bawarskiemu oddziałowi Christlich-Demokratische Arbeitnehmerschaft, afiliowanej przy CSU organizacji pracowniczej.
W latach 1964–1966 był sekretarzem stanu w krajowym ministerstwie pracy i spraw społecznych. Następnie do 1984 sprawował urząd ministra pracy i spraw społecznych w rządach, którymi kierowali Alfons Goppel i Franz Josef Strauß. W 1984 i 1989 uzyskiwał mandat eurodeputowanego, był członkiem frakcji chadeckiej. Zmarł w 1993 w trakcie III kadencji Europarlamentu.